# Цеме
Цеме (італ. Zeme) — муніципалітет в Італії, у регіоні Ломбардія,  провінція Павія.
Цеме розташоване на відстані близько 480 км на північний захід від Рима, 55 км на південний захід від Мілана, 38 км на захід від Павії.
Населення — 1074 особи (2014).
Покровитель — святий Алессандро.

## Демографія
Населення за роками:

Станом на 1 січня 2023 року в муніципалітеті офіційно проживало 99 іноземців з 20 країн, серед них 44 громадяни країн Євросоюзу та 6 громадян України.

## Сусідні муніципалітети
- Кастелло-д'Агонья
- Коццо
- Олевано-ді-Ломелліна
- Сант'Анджело-Ломелліна
- Валле-Ломелліна
- Велеццо-Ломелліна